# Schizocosa cotabatoana
Schizocosa cotabatoana là một loài nhện trong họ Lycosidae.
Loài này thuộc chi Schizocosa. Schizocosa cotabatoana được Alberto Barrion & James A. Litsinger miêu tả năm 1995.